# Xenagama taylori
Xenagama taylori är en ödleart som beskrevs av den brittiske zoologen  Hampton Wildman Parker 1935. Xenagama taylori ingår i släktet Xenagama, och familjen agamer. Inga underarter finns listade.

## Utbredning
Xenagama taylori förekommer i nordvästra Somalia och östra Etiopien.

## Bildgalleri

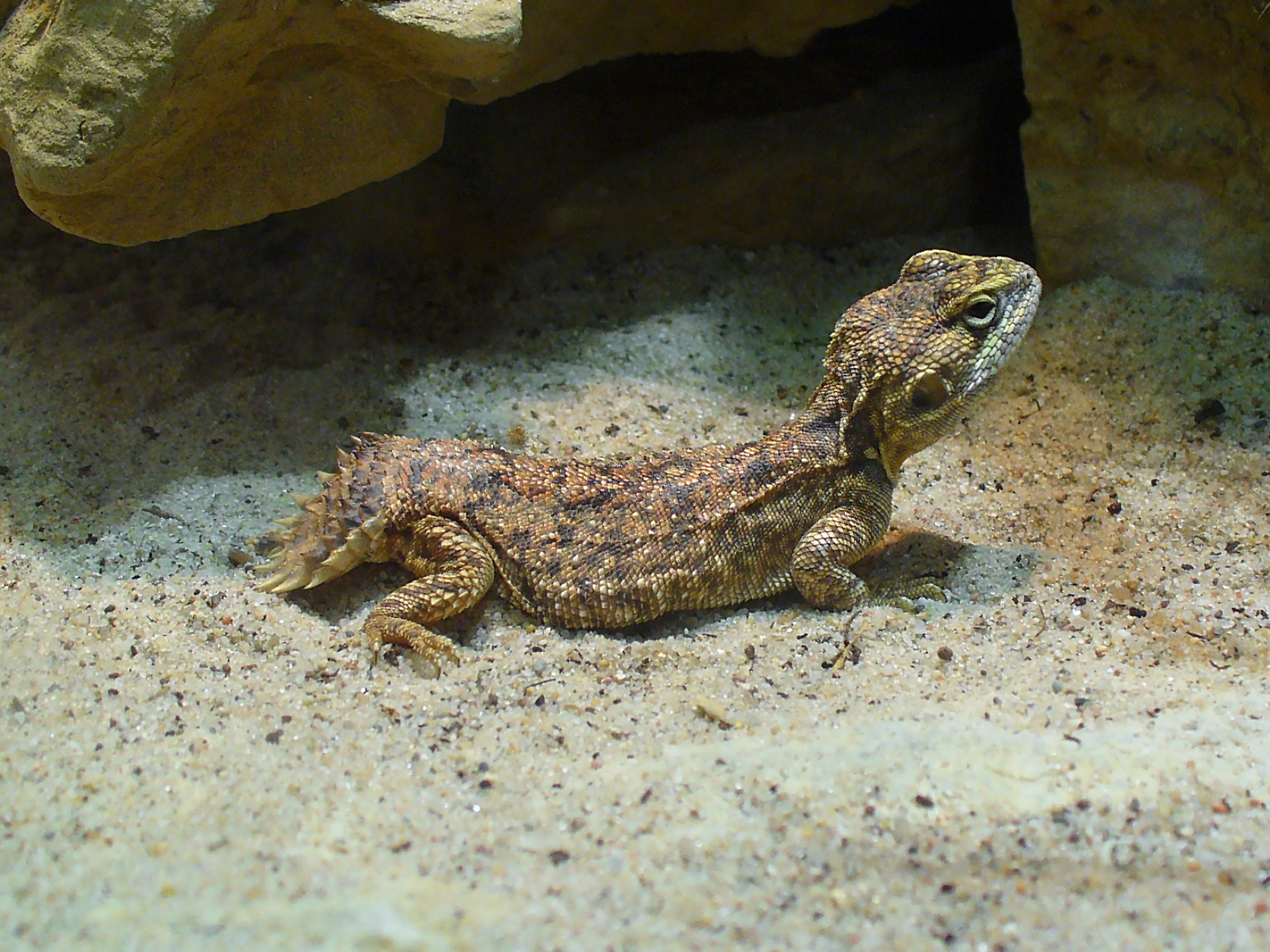
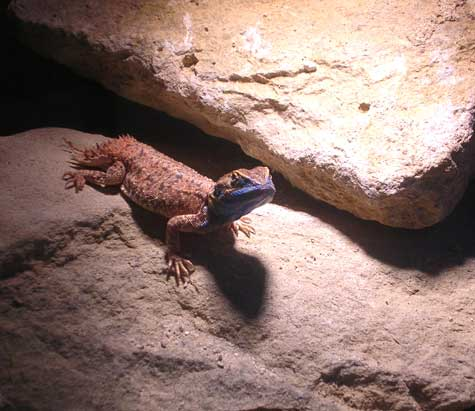